# Episodi di We Baby Bears - Siamo solo baby orsi (prima stagione)
La prima stagione di We Baby Bears - Siamo solo baby orsi è stata trasmessa negli Stati Uniti, da Cartoon Network, dal 1º gennaio 2022 al 13 maggio 2023.
In Italia è stata trasmessa dall'11 aprile 2022 al 15 giugno 2023 su Cartoon Network.
| n° | Titolo originale                | Titolo italiano                | Prima TV USA    | Prima TV Italia  |
| -- | ------------------------------- | ------------------------------ | --------------- | ---------------- |
| 1  | The Magical Box                 | La scatola magica              | 1º gennaio 2022 | 11 aprile 2022   |
| 2  | The bean plant                  | La pianta di fagioli           | 1º gennaio 2022 | 11 aprile 2022   |
| 3  | BooDunnit                       | Orsi detective                 | 1º gennaio 2022 | 12 aprile 2022   |
| 4  | The Little Mer-Bear             | Come sirene                    | 1º gennaio 2022 | 12 aprile 2022   |
| 5  | Modernish Stone Age Family      | La famiglia di cavernicoli     | 1º gennaio 2022 | 13 aprile 2022   |
| 6  | Excalibear                      | Orscalibur                     | 1º gennaio 2022 | 13 aprile 2022   |
| 7  | Meathouse                       | La casa misteriosa             | 1º gennaio 2022 | 14 aprile 2022   |
| 8  | The Pirate Parrot Polly         | Polly, pappagallo pirata       | 1º gennaio 2022 | 14 aprile 2022   |
| 9  | Baby Bear Genius                | Orsetto geniale                | 1º gennaio 2022 | 15 aprile 2022   |
| 10 | Bug City Sleuths                | La città degli insetti         | 1º gennaio 2022 | 15 aprile 2022   |
| 11 | Hashtag Number One Fan          | Le volpi francesi              | 3 gennaio 2022  | 18 aprile 2022   |
| 12 | Snowplace Like Home             | Neve dolce neve                | 3 gennaio 2022  | 18 aprile 2022   |
| 13 | Fiesta Day                      | Fiesta Day                     | 10 gennaio 2022 | 19 aprile 2022   |
| 14 | Baba Yaga house                 | La casa di Baba Yaga           | 10 gennaio 2022 | 19 aprile 2022   |
| 15 | Bears in the Dark               | Orsi al buio                   | 17 gennaio 2022 | 20 aprile 2022   |
| 16 | Big Trouble Little Babies       | Grossi guai, piccoli orsi      | 17 gennaio 2022 | 20 aprile 2022   |
| 17 | Triple T Tigers                 | Tigri Tripla T                 | 24 gennaio 2022 | 21 aprile 2022   |
| 18 | Panda's Family                  | La famiglia di Panda           | 24 gennaio 2022 | 21 aprile 2022   |
| 19 | A Tale of Two Ice Bears         | La storia dei due orsi bianchi | 31 gennaio 2022 | 22 aprile 2022   |
| 20 | Unica                           | Unica                          | 31 gennaio 2022 | 19 dicembre 2022 |
| 21 | Sheep Bears                     | Orsi pastori                   | 2 maggio 2022   | 19 dicembre 2022 |
| 22 | Ice Bear's Pet                  | Hootie                         | 3 maggio 2022   | 20 dicembre 2022 |
| 23 | Dragon Pests                    | La casa dei draghi             | 4 maggio 2022   | 20 dicembre 2022 |
| 24 | No Land,All Air!                | Tra le nuvole                  | 5 maggio 2022   | 21 dicembre 2022 |
| 25 | Tooth Fairy Tech                | Fatine dei denti               | 6 maggio 2022   | 21 dicembre 2022 |
| 26 | High Baby Fashion               | Alta moda per cuccioli         | 18 luglio 2022  | 22 dicembre 2022 |
| 27 | Teddi Bear                      | Teddi l'orsacchiotto           | 19 luglio 2022  | 22 dicembre 2022 |
| 28 | A Gross Worm                    | Un verme alieno                | 20 luglio 2022  | 23 dicembre 2022 |
| 29 | A Real Crayon                   | Un pastello magico             | 21 luglio 2022  | 23 dicembre 2022 |
| 30 | Witches                         | Streghe                        | 8 ottobre 2022  | 25 dicembre 2022 |
| 31 | Happy Bouncy Fun Town           | La città della felicità        | 8 ottobre 2022  | 5 giugno 2023    |
| 32 | Back to Our Regular Time Period | Ritorno al tempo normale       | 15 ottobre 2022 | 6 giugno 2023    |
| 33 | Bath on the Nile                | Bagno nel Nilo                 | 22 ottobre 2022 | 7 giugno 2023    |
| 34 | Bubble Fields                   | La terra delle bolle           | 29 ottobre 2022 | 10 giugno 2023   |
| 35 | Who Crashed the RV?             | Il camper distrutto            | 7 gennaio 2023  | 14 giugno 2023   |
| 36 | Temple Bears                    | La casa disabitata             | 14 gennaio 2023 | 8 giugno 2023    |
| 37 | Lighthouse                      | Il faro                        | 21 gennaio 2023 | 9 giugno 2023    |
| 38 | Doll's House                    | La casa delle bambole          | 28 gennaio 2023 | 13 giugno 2023   |
| 39 | Little Fallen Star              | Piccola stella cadente         | 13 maggio 2023  | 15 giugno 2023   |
| 40 | Little Fallen Star              | Piccola stella cadente         | 13 maggio 2023  | 15 giugno 2023   |